# Matias Lobato
Matias Lobato este un oraș în Minas Gerais (MG), Brazilia.